# Pallacanestro ai IV Giochi asiatici
La pallacanestro ai Giochi asiatici 1962 si è svolta dal 25 agosto al 3 settembre a Giacarta, in Indonesia. Il torneo ha visto coinvolte 9 nazioni.

## Classifica finale

### Maschile
| Pos.    | Squadra       | Formazione |
| ------- | ------------- | --- |
| Oro     | Filippine     | FilippineArazas, Bachmann, Bernardo, Cruz, Jocson, Laganson, Loyzaga, Márquez, Nadurata, Pacheco, Ramas, Reynoso, Roque, All. Enrique Crame |
| Argento | Giappone      | GiapponeKamata, Kaneda, Kawai, Kimura, Kuwabara, Masuda, Nakamura, Nara, Ōshima, Shiga, Wakabayashi, All. -                                 |
| Bronzo  | Corea del Sud | Corea del SudBaek, Bang, Kang, Kim C., Kim I., Kim Yeong-gi, Kim Yeong-il, Lee G., Lee I., Lee J., Mun, All. Park Yeong-dae                 |
| 4.      | Thailandia    | |
| 5.      | Indonesia     | |
| 6.      | Hong Kong     | |
| 7.      | Cambogia      | |
| 8.      | Singapore     | |
| 9.      | Malaysia      | |